# (524834) 2003 YL179
(524834) 2003 YL179 est un objet transneptunien de la ceinture de Kuiper orbitant sur une orbite presque circulaire. 

## Caractéristiques
(524834) 2003 YL179 mesure probablement environ 200 km de diamètre.